# Snap change
Snap change je karetní manipulace objevená Edem Marlem. Jedná se o velice rychlou změnu lícové strany karty. Z vrchu balíčku se vezme karta mezi palec na jedné straně a ukazováček a prostředníček na straně druhé. Pouhým fouknutím či cvrnknutím do zadní strany karty se tato okamžitě změní na jinou.